# Везенково
Везенково е село в Югоизточна България. То се намира в община Сунгурларе, област Бургас.

## География
Селото се намира на около 8 км западно от Манолич, около 17 км северозападно от Сунгурларе, около 90 км в същата посока от областния център Бургас и на около 360 км на изток от столицата София.

## История
Селото се намира на 17 км северозападно от Сунгурларе. Наименувано е на българския лекар Константин Везенков, участвал в Руско-турската освободителна война от 1877 – 1878 г. и ранен край селото. Разположено е на южните склонове на Източна Стара планина, при надм. вис. 555 м. Население – 440 жители. На 2 км от селото тече р. Луда Камчия. В близост до селото има вековни гори – бук, дъб, габър. Развито тютюнопроизводство, лозарство и овцевъдство.
Село Везенково, до 14 август 1934 г. Кадър факлии, което означава Светло село, съществува като населено място повече от 2000 години. В близо половината от тях то се намира в местността „Тепегьоза“ и по-конкретно в онази част от нея, която и сега се нарича Клис алтъ (Шест църкви). Навярно това селище ще да е било твърде важно по размер и значимост, за което говорят не само отломките от църкви, чешми и други старини, но и няколко големи укрепления по билото на Източна Стара планина.
Непосредствено над някогашното селище се издигат крепостите на „Малкото“ и „Голямото“ кале, малко по-назад е „Руспу хисар“. Значението на тези укрепления, както и на самото селище, се определя от стратегическата роля на Върбишкия проход в историята на тракийските племена и по-късно на Византийската империя и Първата българска държава. Разположени на южния вход на прохода, тези пунктове осигуряват безопасността на войски, официални пратеничества и др. на път за Цариград или към българските столици Плиска и по-късно Преслав. През 13 и 14 в., когато центърът на българската държава се премества в Търново, значението на Върбишкия проход намалява, а след падането на България под османско владичество придобива съвсем локално значение. Вероятно през този период селището от м. „Клис алтъ“ слиза малко по на юг и се установява край левия бряг на р. Луда Камчия. От 14 в. То се среща в редица османски документи под името Хадър факъх.
Според езиковеди първата част на името Хъзър, Хадър, Кадър е лично име, а втората има арабски произход и означава умен, образован човек, превежда се още и като учител по религиозни въпроси. Би могло да се приеме, че името на селото идва от първооснователя или най-видния му жител. От откритите османо-турски материали се вижда, че до края на 17 век с. Кадър факли, както и съседните села Садово, Новачка, Манолич и др. са обитавани от многолюдно българско население. Последните шест български домакинства на селото са отбелязани през 1688 г. В следващите 150 – 200 години липсват каквито и да е било сведения за тяхната съдба.
Разпиляването и изчезването на българите се дължи на различни причини, сред които не на последно място е данъчния гнет и асимилационната политика на османската власт. През 1884 г. този край е посетен от чешкия историк – българист К. Иречек, който пише, че някои от турците по долината на р. Луда Камчия имат български произход, а един от с. Кадър факли даже знаел, че неговите деди се казвали Васил и Стоян. След освобождението на България през 1878 г. едни от местните мюсюлмани заминават за Турция, други напущат около1885 – 1886 г., но най-масово се изселват през 1928 и 1951 г. Въпреки това селото се разраства и отново побългарява. През втората половина на 80-те години на 19 в. тук се установяват български преселници от границата край Свиленград и главно от селата Дрипчево, Ения /Младиново/, Дервиш могила и др. Идват заселници от с. Върбица, с. Сотиря Сливенско и пр. И ако през 1878 г. селото се състои само от 55 турски домакинства /89 мъже и 105 жени/, през 1938 г. те нарастват на 210 домакинства с 975 жители, от които 750 българи, останалите турци и цигани. Десет години по-късно жителите надхвърлят 1100 души.
Между старите и новите заселници се създават отношения на добросъседство и взаимопомощ, които устояват на всякакви политически промени и сътресения. С периода на Руско–турската освободителна война е свързано днешното наименование на селото. То носи името на лекаря от Българското Опълчение доктор Константин Ив. Везенков. В началото на 1878 г. Опълчението е изпратено към Еленския и Котленския край за усмиряване на неспокойното население и прекратяване издевателствата над българските селища. През януари същата година големи башибозушки тълпи опустошават с. Медвен. Същата опасност надвисва и над Котел. На 21 януари отрядът на полк. Пушкин потегля от Котел и стига до с. Медвен, а предните части и до с. Садово. Малко след обяд опълченците се отправят към с. Кадър факли, но в местността Марашката са посрещнати от убийствен огън на противника. В тази битка д-р Везенков е ранен тежко в гърдите. Умира през пролетта на 1878 г. Погребан е в гр. Феодосия, на Кримския полуостров, където минават последните месеци от живота му. Името на д-р Константин Иванов Везенков селото приема през 1934 г. Макар и отдалечено от по-значителни центрове, с. Везенково не остава изолирано от политическия, културен и стопански живот на страната.
Селото дава скъпи жертви във войните за национално освобождение и независимост. Будни и отзивчиви, везенковци откриват едно от първите български училища в този район – през 1894 г. През 1935 г. създават читалище, а след това и потребителна кооперация. През 1952 г. Везенково е изцяло електрифицирано. През 1957 г. селото е радиофицирано, а в следващия период рядко минава година, в която да не се впише някакво значително събитие: построени са селска фурна, административна сграда на ТКЗС, административна сграда на кметството и пощата, кооперативен дом с магазин и сладкарница, киносалон и училищен стол, селска баня, автоматична телефонна централа, нова читалищна сграда. Уредени са няколко паркови къта: около паметника на д-р Везенков, в училищния двор, край селската река, около възпоменателния знак на българското опълчение.

## Население

### Етнически състав
Преброяване на населението през 2011 г.
Численост и дял на етническите групи според преброяването на населението през 2011 г.:
|                     | Численост |
| Общо                | 429       |
| Българи             | 146       |
| Турци               | 55        |
| Цигани              | 97        |
| Други               | -         |
| Не се самоопределят | -         |
| Неотговорили        | 130       |

## Забележителности
Селото и околностите се отличават с чиста природа.